# Хайде-Ене Ребассоо
Хайде-Ене Адівна Ребассоо (ест. Haide-Ene Rebassoo, народилася 25 січня 1935 року в Таллінні) — естонський біолог, ботанік, доктор біологічних наук.

## Біографія
Закінчила в 1958 році Тартуський державний університет. Доктор біологічних наук, захистила кандидатську дисертацію по флорі острова Гіюмаа і її генезису, в 1988 році в ЛДУ захистила докторську дисертацію, засновану на монографії 1987 року «Біоценози острівців східної частини Балтійського моря, їх склад, класифікація та збереження» (естонською та російською мовами). Працювала в Інституті зоології і ботаніки в 1960-1979 і 1983-1993 роках. Спеціалізувалася на флорі острова Гіюмаа.

## Наукові праці та публікації

### Російською
- Биоценозы островков восточной части Балтийского моря, их состав, классификация и сохранение. Ч. 1 / Х.-Э. Ребассоо ; Академия наук Эстонской ССР, институт зоологии и ботаники, Эстонский республиканский комитет международной программы ЮНЕСКО "Человек и биосфера". – Таллинн : Валгус, 1987. – 402 с.
- Биоценозы островков восточной части Балтийского моря, их состав, классификация и сохранение. Ч. 2, Приложения и рисунки / Х.-Э. Ребассоо ; Академия наук Эстонской ССР, институт зоологии и ботаники, Эстонский республиканский комитет международной программы ЮНЕСКО "Человек и биосфера". – Таллинн : Валгус, 1987. – 142 с.
- Флора и растительность островков восточной части Балтийского моря : диссертация ... доктора биологических наук в форме научного доклада : 03.00.05. - Ленинград, 1988

### Естонською та англійською
- 1967: "Hiiumaa floora ja selle genees"
- 1972: "Laidude raamat"
- 1973: "Hiiumaa"
- 1974: "Eesti taimeriigis"
- 1975: "Botaanilisi kilde 17 Hiiumaa suvest"
- 1975: "Sea-shore plant communities of the Estonian islands"
- 1979: "Eesti taimharuldusi"
- 1981: "Kaitskem kauneid taimi"